# Романов, Леонид Григорьевич
Леони́д Григо́рьевич Рома́нов (20 апреля 1937, Сизнер, Мари-Турекский район, Марийская АССР, РСФСР, СССР) ― советский и российский актёр театра, режиссёр-постановщик, государственный деятель. Заместитель министра культуры Удмуртской АССР (1976―1980). Главный режиссёр, режиссёр, режиссёр-постановщик Удмуртского драматического театра (1982―2020). Председатель Удмуртского отделения Всесоюзного театрального общества. Заслуженный деятель искусств РСФСР (1983). Народный артист Удмуртской АССР (1974). Почётный гражданин Ижевска (2022).

## Биография
Родился 20 апреля 1937 года в деревне Сизнер ныне Мари-Турекского района Марий Эл в удмуртской семье. Отец погиб на войне, мать воспитывала детей одна.
После окончания Карлыганской средней школы поехал в Ижевск и поступил в техническое училище № 9. Получил диплом и спустя несколько дней познакомился с удмуртским поэтом Г. Ходыревым, который порекомендовал ему принять участие в конкурсе Удмуртского драматического театра для поступления в Ленинградский театральный институт имени А. Н. Островского. В 1961 году окончил этот вуз и стал актёром Удмуртского драматического театра.
В 1976―1980 годах был заместителем министра культуры Удмуртской АССР. До 1982 года стажировался в Московском академическом драматическом театре имени В. Маяковского. 
В 1982 году вернулся в Удмуртский драматический театр в качестве главного режиссёра. С 1993 года работал режиссёром, с 2004 года занимает должность режиссёра-постановщика. Избирался председателем Удмуртского отделения Всесоюзного театрального общества. 

## Театральное творчество
В театре сыграл более 300 ролей: часто играл председателей колхозов, а роль Деда Мороза исполняет каждый год в разных постановках и на разных сценах.
Также на протяжении многих лет ставил спектакли как для взрослых, так и для детей. В общей сложности осуществил около 50 разножанровых постановок. Написал несколько инсценировок пьес удмуртских писателей для постановки на сцене театра и перевёл около 10 русских пьес на родной язык.
Много времени уделяет работе с творческой молодёжью, оказывая практическую помощь в подготовке ролей, раскрытию сценических образов, делится опытом с начинающими режиссерами в реализации их творческого потенциала.
В 1974 году ему присвоено почётное звание «Народный артист Удмуртской АССР», а в 1983 году ― почётное звание «Заслуженный деятель искусств РСФСР». С 2022 года ― почётный гражданин города Ижевска. Награждён медалями и почётными грамотами Правительства и Министерства культуры Удмуртии. В 2020 году его имя занесено на Доску Почёта Министерства культуры Удмуртии.

## Основные роли
Далее представлен список основных ролей Л. Г. Романова:
- Гарбуз («Севастопольский вальс» К. Листов)
- Грициан («Свадьба в Малиновке» Б. Александров)
- Иван Северьянович («Грушенька» И. Шток)
- Композиция («Любить человека» М. Горький)
- Пшеничный («Простор широкий» Е. Родыгин)
- Сычёв («Полярная звезда» Е. Гальперина, Ю. Анненков)
- Туман («Океан» А. П. Штейн)
- Гринёв Андрей Петрович («Капитанская дочка» А. Пушкин)
- Василий Петрович Золотников («Дочь русского актёра. Беда от нежного сердца» П. Григорьев и В. Соллогуб)
- Городничий и Осип («Ревизор» Н. Гоголь)
- Сказочник ― Дед Мороз («Молодильные яблоки» А. Толстой)
- Микол («Прибайкальская кадриль» В. Гуркин)
- Странник («Сестрица Алёнушка и братец Иванушка» Е. Черняк, Е. Гилоди)
- Дед Тимофей («Художник и Надежда» П. Зорин)
- Старик-отец («Конёк-Горбунок» П. Ершов)
- Змей Горыныч («Кто царевну поцелует» Ю. Ким)
- Исьток («Милая моя...» Е. Загребин)
- Алангасар («Свадьба» В. Садовников)
- Медведь («Птичье молоко» Е. Тудоровская, В. Метальников)
- Тимоша, пёс («Приключения Чубрика» В. Зимин)
- Царь Чернобород и Шепотун-слуга Черноборода («Андрей Стрелок и Марья Голубка» С. Прокофьева, И. Токмакова)

## Основные постановки
Список основных постановок Л. Г. Романова:
- «Катерина Измайлова» Н. С. Лесков (1981)
- «Йыбыртты музъемлы» Г. Перевощиков (1983)
- «На бойком месте» А. Н. Островский (1983)
- «Жингрес сӥзьыл» И. Гаврилов (1988)
- «Уте милемыз, Инмаръёс!» (П. Кудряшов) (1991)

## Признание
- Заслуженный деятель искусств РСФСР (6 июля 1983)[1][3][5]
- Народный артист Удмуртской АССР (1974)[3][5]
- Заслуженный артист Удмуртской АССР (1970)[2][5]
- Почётный гражданин Ижевска (21 апреля 2022)[5]
- Почетная грамота Удмуртской Республики (2007)[5][6][7][8]
- Почётная грамота Правительства Удмуртской Республики (1997)[5]